# Alibori
Alibori ist ein Département Benins mit der Hauptstadt Kandi. Das Département wurde 1999 neu gebildet, zuvor gehörte die Region zum Département Borgou. Die Stadt Kandi wurde noch nicht offiziell zur Hauptstadt ernannt, nimmt aber sämtliche Hauptstadtfunktionen wahr. Die größte Stadt des Départements ist aber das am Niger gelegene Malanville. Es ist nach dem Fluss Alibori benannt, der es durchfließt.

## Geographie
Das Département liegt im Norden des Landes und grenzt im Norden an die Republik Niger, im Nordwesten an Burkina Faso, im Süden an das Département Borgou, im Westen an das Département Atakora und im Osten an Nigeria.
Im Norden des Départments liegt der Nationalpark W und die Jagdzone von Djona.

### Gliederung
Alibori ist in folgende Kommunen gegliedert:
- Banikoara
- Gogounou
- Kandi
- Karimama
- Malanville
- Ségbana

## Bevölkerung
Bei der letzten Volkszählung 2013 zählte das Département 867.463 Einwohner.

### Bevölkerungsentwicklung
| Jahr        | Einwohnerzahl |
| ----------- | ------------- |
| Zensus 1979 | 213.078       |
| Zensus 1992 | 355.950       |
| Zensus 2002 | 521.093       |
| Zensus 2013 | 867.463       |

### Volksgruppen
Die bedeutendsten Völker in der Region sind die Bariba mit 32,6 %, die Fulbe mit 22,1 % und die Dendi mit 18,2 % Anteil an der Gesamtbevölkerung.

### Religionen
Bei der letzten Volkszählung gaben 77 % der Bevölkerung an, sie seien Anhänger des Islam. Daneben bekannten sich 12,7 % zu traditionellen Glaubensbekenntnissen und 10,3 % zum Christentum (knapp 84 % Katholiken und rund 6 % Methodisten).

## Geschichte
Alibori entstand 1999 durch die Trennung von dem Département Borgou.
Koordinaten: 11° 8′ N, 2° 56′ O